# Kolis

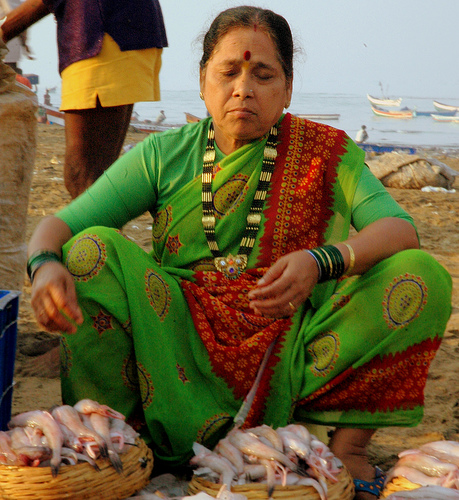
dona koli

Kolis és una nació de l'Índia que no cal confondre amb els kols, formada per diferents grups tribals amb diferències entre elles. Viuen principalment a Maharashtra, Gujarat i Madhya Pradesh però també hi ha alguns grups a Karnataka, Andhra Pradesh, Panjab i Rajputana. Al cens de 1901 apareixen 1.714.921 kolis i amb totes les castes derivades uns 3.750.000; els kolis del Gujarat estan barrejats i els de l'oest s'assemblen als rajputs i els de l'est als bhils i avui dia la majoria viuen al sud (Surat, Navsari i Valsad); al Konkan han esdevingut kunbis per assimilació i parlen només el marathi. Molts són pescadors però altres són pagesos. Les subcastes principals són: Koli, Mangela, Vaity, Kolis cristians, kolis Mahadeo i kolis Suryawanshi.
El seu origen és incert. Els koles o kohsarpes de la poesia èpica sànscrita són probablement els kols, i els Kaulika del Panchatantra serien els koris del nord de l'Índia. No hi ha cap referència llegendària ni tan sols anterior a l'època musulmana, quan s'aplicava a tribus del Rajputana i del nord de Gujarat i que podria derivat de la paraula turca kuleh (esclau), però també podria haver estat donat als aborígens del país i de la costa per distingir-los de les tribus de les muntanyes i jungles.
A Gujarat hi ha quatre principals tribus kolis que no es casen entre elles ni mengen junts: els Talabdes o Dharales, sovint barrejats amb rajputs; els Chunvaliyas de Viramgam, considerats als nivells alts de la societat com a rajputs però als nivells inferiors considerats com a bhils; els Khants assimilats als bhils; i els Patanvadiyas de l'antiga Anhilvada barrejats amb bhils i vaghris. Els kolis del Kathiawar es diferencien dels bàbries, mers, ravàlies i mahiyes, i adoren a la deïtat balutxi Hinglaj. A la costa hi viuen el kolis pescadors i mariners de vegades classificats com a grup separat anomenat Machhis o Kharvas. Tots aquestos grups estan subdividits en clans exogàmics molts dels quals porten noms rajputs. Els kolis de Gujarat mengen peix, carn i opi, beuen licor i fumen tabac i tenen com deïtats a Indra i Hatmai i a les deïtats balutxis Hinglaj i Khodiar, a més del riu Mahi; creuen en fantasmes i esperits; els infants no es poden casar abans dels 12 anys i els matrimonis són arreglats pels pares; les vídues es poden tornar a casar i sovint ho fan amb el germà petit del marit; el divorci està permès; els morts són cremats i a l'11è dia s'adora una pedra on l'esperit del mort s'hauria posat.
A Maharashtra tenen quatre divisions endogàmiques; els Son-Kolis a la costa, pescadors i mariners emparentats als agris, i que viuen principalment a Alibag; els Malhari Kunam o Panbhari Kolls al districte de Thana que estan molt barrejats als kunbis dels que no es poden distingir gairebé; els Raj, Dongari, o Mahadeo Kolis que diuen haver vingut de l'est (de l'antic principat d'Hyderabad) vers 1300 entre els quals el senyor de Jawhar és el més important (abans el seu centre principal fou Junnar); i els Dhor Kolis, mal considerats perquè mengen carn de bou. Cada grup es divideix en "kuts" o grups famíliars exogàmics. Diuen ser descendents de Yalmiki, que va compondre el Ramayana. Els Raj Kolis permeten el matrimoni d'infants i tots els grups permeten a les vídues tornar-se a casar però de nit i amb ritus moderats i fora de la família del primer marit; el divorci està permès només entre els Raj Kolis. Tots adoren a Xiva i algunes deïtats locals com Hirva, Chita, Vaghdeo, i altres. Creuen en bruixes i esperits; les cerimònies dels matrimonis són dirigits per bramans. Els morts són cremats (als Raj Koli algunes vegades els enterren) i se'ls dediquen ofrenes entre l'11è i el 13è dia després de morir i una vegada a l'any al mes de Bhadrapada.
A l'Índia central viuen principalment a Malwa, són pagesos i no es distingeixen dels kunbis.
Els kolis tenen música i dances pròpies.